# Wilhelm von Bötticher
 August Wilhelm Theodor von Bötticher  (* 5. Oktober 1845 in Nordhausen; † 8. September 1927 auf Schloss Rheinburg in Ehrenbreitstein) war ein preußischer Generalmajor.

## Leben

### Herkunft
Er war der Sohn des Nordhäuser Kaufmanns Wilhelm Karl Bötticher (1816–1884) und seiner zweiten Frau Caroline Bötticher (1823–1889). Sein Vater gehörte dem alten Nordhäuser Adelsgeschlecht der Familie Boetticher an, die aber den Titel schon einige Generationen lang nicht führte. Sein jüngerer Bruder war der preußische Generalleutnant Traugott von Bötticher (1851–1931).

### Militärkarriere
Am 5. März 1865 trat Bötticher mit 19 Jahren in das 2. Rheinische Infanterie-Regiment Nr. 28 der Preußischen Armee ein. Dort wurde er am 11. Oktober 1864 zum Portepeefähnrich ernannt und ein Jahr später zum Sekondeleutnant befördert. Er nahm 1870/71 am Krieg gegen Frankreich teil und erhielt das Eiserne Kreuz II. Klasse. Nach dem Friedensschluss folgte am 14. Dezember 1871 seine Beförderung zum Premierleutnant sowie am 25. November 1879 zum Hauptmann.
Am 4. Januar 1881 schied Bötticher aus der Armee und wurde als Hauptmann und Kompaniechef im Seebataillon angestellt. Am 27. November 1882 erfolgte seine preußische Adelsanerkennung durch das Heroldsamtsreskript für die 1563 erfolgte Nobilitierung der Familie, welches ihm eine weitere Karriere als Stabsoffizier erleichterte. 1884 wechselt er als Chef in die 4. Kompanie des Seebataillons. Am 16. Mai 1885 schied Bötticher aus der Kaiserlichen Marine, trat wieder in die Preußische Armee ein und wurde im 2. Posenschen Infanterie-Regiment Nr. 19 angestellt.
Erst 1892 wird er zum Major befördert und zunächst zum Kommandeur des II. Bataillons im Infanterie-Regiment Nr. 143 in Straßburg ernannt, um bereits ein Jahr später, am 25. Mai 1893 als Kommandeur des II. Seebataillons nach Kiel zurückzukehren. Am 20. Mai 1896 trat er von der Marine in das Heer zurück. Unter gleichzeitiger Beförderung zum Oberstleutnant kam er mit diesem Datum als etatsmäßiger Stabsoffizier in das Infanterie-Regiment „Herzog von Holstein“ (Holsteinisches) Nr. 85.
Vom 20. Juli 1898 bis zum 21. Juli 1900 kommandierte er das 1. Hanseatische Infanterie-Regiment Nr. 75 in Bremen. In Genehmigung seines Abschiedsgesuches wurde Bötticher anschließend mit der gesetzlichen Pension und der Berechtigung zum Tragen der Regimentsuniform zur Disposition gestellt.
Noch vor seiner Beförderung hatte er 1898 das Werk Klausenberg in Ehrenbreitstein bei Koblenz ersteigert und ließ sie in den folgenden Jahren unter Einbeziehung der alten Festungsanlagen zur heutigen Rheinburg umbauen. 1906 erwarb er auch die benachbarte Klausenburg und ließ sie durch zahlreiche Anbauten bis 1919 zur Villa umbauen und vergrößern.

### Familie
Wilhelm von Bötticher war seit dem 20. Mai 1875 mit Emilie Charlotte Johanna Fellinger (* 1855) verheiratet und hatte mit ihr drei Kinder: Carl Friedrich Wilhelm (1880–1914), der als Oberleutnant zur See am 8. Dezember 1914 zusammen mit der Scharnhorst im Seegefecht bei den Falklandinseln unterging; Friedrich Traugott Peter Justus (* 1885) und Emilie Elisabeth Helene (* 1886).